# ريكاردو دوس سانتوس
ريكاردو دوس سانتوس (بالبرتغالية: Ricardo dos Santos‏) هو منافس ألعاب قوى برتغالي، ولد في 18 ديسمبر 1994 في لشبونة في البرتغال.

## وصلات خارجية
- ريكاردو دوس سانتوس على موقع الاتحاد الدولي لألعاب القوى (الإنجليزية)
- ريكاردو دوس سانتوس على موقع الاتحاد الأوروبي لألعاب القوى (الإنجليزية)
- ريكاردو دوس سانتوس على موقع أوليمبيديا (الإنجليزية)